# Vibrio parahemolyticus
Vibrio parahaemolyticus é uma bactéria em forma de bastonete curvo, gram-negativa encontrada em água doce e salgada. Causa gastroenterite em humanos. V. parahaemolyticus é oxidase positiva, aeróbia facultativa, e não produz esporos. Como outros membros do género Vibrio, espécie possui um único flagelo.
Possui uma variedade beta-hemolítica em ágar sangue.

## Transmissão
É transmitida através de frutos do mar mal cozidos, especialmente peixes, crustáceos e ostras, mas também pode entrar por feridas abertas ou pelo olho em contato com água contaminada. Pode ser transmitido pelas fezes. É mais comum no verão e em águas mornas ou tropicais.

## Patologia
A gastroenterite começa 24h após a infecção e normalmente resolve 72h depois, sendo o mais importante para sua cura manter o paciente bem hidratado com soro fisiológico.